# Malican padre e figlio
Malican padre e figlio (Malican père et fils) è una serie televisiva francese in 12 episodi trasmessi per la prima volta nel corso di una sola stagione nel 1967.

## Personaggi
- Albert Malican (12 episodi, 1967), interpretato da	Claude Dauphin.
- Patrick Malican (12 episodi, 1967), interpretato da	Michel Bedetti.
- Nicole (1 episodio, 1967), interpretato da	Annie Fargue.
- Lambert (1 episodio, 1967), interpretato da	Marcel Bozzuffi.
- Miklas (1 episodio, 1967), interpretato da	Géo Wallery.
- Denise (1 episodio, 1967), interpretato da	Françoise Giret.
- Daniel (1 episodio, 1967), interpretato da	Claude Mann.
- Le photographe (1 episodio, 1967), interpretato da	Pierre Richard.
- ispettore (1 episodio, 1967), interpretato da	Pierre Tornade.
- Gisèle (1 episodio, 1967), interpretato da	Édith Ploquin.

## Produzione
La serie fu prodotta da Office de Radiodiffusion Télévision Française e Technisonor.

### Registi
Tra i registi della serie sono accreditati:
- François Moreuil (12 episodi, 1967)
- Yannick Andréi
- Marcel Cravenne

## Distribuzione
In Italia la serie andò in onda con il titolo Malican padre e figlio sul canale Nazionale a metà degli anni 70.

## Episodi
| Stagione       | Episodi | Prima TV USA |
| -------------- | ------- | ------------ |
| Prima stagione | 12      | 1967         |